# Deísmo

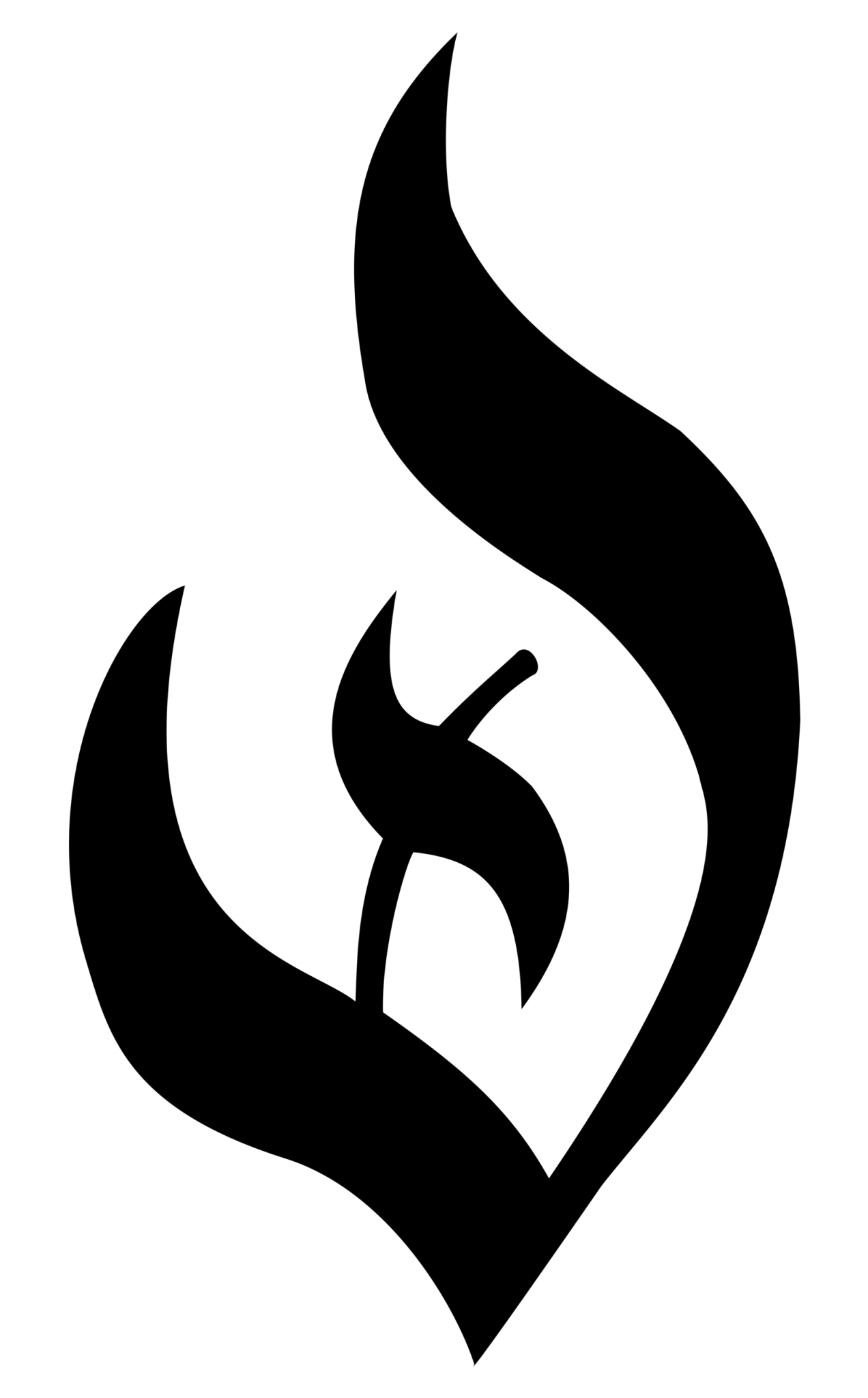
Símbolo del Deísmo

El deísmo  (de la palabra latina deus, que significa ‘dios’), es la postura filosófica y teológica racionalista que por lo general rechaza la revelación como fuente del conocimiento divino, y sostiene que la razón empírica y la observación del mundo natural son exclusivamente lógicas, confiables y suficientes para determinar la existencia de una deidad suprema como el creador del Universo. El deísmo también se define como la creencia en la existencia de Dios basándose solo en el pensamiento racional, sin apoyarse en argumentos de religiones reveladas o autoridad religiosa. El deísmo enfatiza el concepto de teología natural, es decir que la existencia de Dios se revela a través de la naturaleza.
En general, un deísta es aquella persona que asegura la existencia de por lo menos una divinidad, pero no necesariamente practica una religión y niega la intervención divina en el mundo. En este caso, quienes siguen el deísmo creen en una deidad creadora pero que no se involucra en ámbito alguno.
Hay una variante del deísmo de la voz latina Deus otiosus («dios ocioso»). Este concepto es empleado para describir la creencia en un dios creador pero que en algún momento se retira y deja de involucrarse en su creación, lo que constituye un principio central para el deísmo. Está difundido ampliamente en África, Melanesia y América del Sur.

## Deísmo por País (2023)
Porcentaje de personas que se encontraba de acuerdo con la siguiente afirmación: «Creo en un poder o espíritu superior, pero no en Dios tal y como se describe en las Sagradas Escrituras».
| Puesto | País           | % Deístas | Fuente |
| ------ | -------------- | --------- | ------ |
| 1.º    | Hungría        | 27 %      | [ 13 ] |
| 2.º    | Canadá         | 26 %      | [ 14 ] |
| 3.º    | Suecia         | 25 %      | [ 15 ] |
| 4.º    | Australia      | 25 %      | [ 16 ] |
| 5.º    | Singapur       | 25 %      | [ 17 ] |
| 6.º    | México         | 25 %      | [ 18 ] |
| 7.º    | Bélgica        | 24 %      | [ 19 ] |
| 8.º    | Alemania       | 24 %      | [ 20 ] |
| 9.º    | Chile          | 24 %      | [ 21 ] |
| 10.º   | Italia         | 23 %      | [ 22 ] |
| 11.º   | Argentina      | 23 %      | [ 23 ] |
| 12.º   | Colombia       | 23 %      | [ 24 ] |
| 13.º   | España         | 22 %      | [ 25 ] |
| 14.º   | Estados Unidos | 22 %      | [ 26 ] |
| 15.º   | Tailandia      | 21 %      | [ 27 ] |
| 16.º   | Perú           | 19 %      | [ 28 ] |
| 17.º   | Brasil         | 19 %      | [ 29 ] |
| 18.º   | Corea del Sur  | 18 %      | [ 30 ] |
| 19.º   | Francia        | 18 %      | [ 31 ] |
| 20.º   | Países Bajos   | 17 %      | [ 32 ] |
| 21.º   | Japón          | 16 %      | [ 33 ] |
| 22.º   | Reino Unido    | 16 %      | [ 34 ] |
| 23.º   | Sudáfrica      | 16 %      | [ 35 ] |
| 24.º   | Polonia        | 12 %      | [ 36 ] |
| 25.º   | India          | 11 %      | [ 37 ] |
| 26.º   | Turquía        | 9 %       | [ 38 ] |

## Historia del deísmo
El deísmo como tal aparece en Europa durante el siglo XVII, junto con la revolución científica copernicana. Surgido como derivación de las disputas teológicas de la Reforma, fue acusado de ser una postura «atea» por sus adversarios ya que ponía en duda incluso los dogmas aceptados por las distintas confesiones religiosas de la época. Ejerció su mayor influencia, sin embargo, en el siglo siguiente como la postura predominante entre los filósofos de la Ilustración.

### Antecedentes
El pensamiento de tipo deísta puede encontrarse en diversas culturas alrededor del mundo, a menudo expresado en la noción que los antropólogos llaman deus otiosus. No obstante, el deísmo como pensamiento sistemático hunde sus raíces en la filosofía clásica, si bien en esta no existe tal movimiento. La puesta en cuestión de los mitos y los cultos tradicionales permitió a los primeros filósofos griegos concebir la existencia de una divinidad inefable y oculta, así como, en algunos casos negar que tuviera intervención en los asuntos humanos. Así Heráclito menciona al Logos como el fundamento del cosmos y Platón habla de un dios supremo, alejado del mundo de las apariencias, en el cual actúa el Demiurgo como su agente. La concepción más cercana al deísmo, sin serlo, fue la de Epicuro quien sostenía la posibilidad de conocer a los dioses por medio de la razón y que estos moraban en un mundo ultraterreno sin cuidarse de la humanidad o incluso de la naturaleza. Esta postura fue compartida por sus seguidores, notablemente por Lucrecio, pero nunca alcanzó a convertirse en una teología y ciertamente fue rechazada por la mayor parte de los pensadores grecorromanos.
Durante el Medievo si bien no cuestionó la existencia de una divinidad, que se identificaba con el Dios de las religiones abrahámicas, hubo pensadores que lo concibieron como ajeno a la revelación, a la cual veían como una impostura.

### Aparición del deísmo
El Renacimiento, con su interés en los autores clásicos, así como el Humanismo y la Reforma pusieron en duda la creencia aceptada en una fe revelada cuya custodia se había confiado a la Iglesia. Al mismo tiempo, los viajes de descubrimiento mostraban a los viajeros europeos sociedades muy diferentes a las propias, e incluso a la que era considerada como paradigma de la «diferencia», la islámica.
Autores como Spinoza con su Tratado teológico-político, donde esbozaba los principios de la crítica bíblica, o Edward Herbert de Cherbury en su obra Sobre la Verdad (De Veritate) sientan las bases del deísmo.
En la época de la Ilustración, a partir del siglo XVII, el movimiento deísta llega a su apogeo a partir de los escritos de autores ingleses y franceses, como Thomas Hobbes, Jean Jacques Rousseau y Voltaire.
Durante el período jacobino (1793-1794) de la Revolución Francesa, Robespierre decretó el deísta «culto al Ser Supremo» frente al ateo. Al mismo tiempo influyó en los escritos de los padres fundadores norteamericanos, como John Adams, Ethan Allen, Benjamin Franklin, Thomas Jefferson, James Madison, George Washington y, sobre todo, Thomas Paine. Concretamente los principios deístas tuvieron un efecto en las estructuras políticas y religiosas de EE. UU., como son la separación de la Iglesia y el Estado, y la libertad religiosa. Con el tiempo el deísmo también llevó al desarrollo de grupos religiosos, tales como el unitarismo que se convirtió más tarde en el unitarismo universalista.
El deísmo continúa hasta la actualidad en las formas de deísmo clásico y deísmo moderno.

## Conceptos generales
Uno de los principales postulados de esta posición está basado en la consolidación de que Dios existe y creó el universo físico, pero no interfiere con él (postulado que incluye a la evolución teísta). Este postulado se relaciona y origina con una filosofía y movimiento religioso que deriva la existencia y naturaleza de Dios mediante la razón. Por ello no toma posición sobre lo que hace Dios fuera del universo, en contraste con el fideísmo (a diferencia de la fe) que se encuentra en muchas enseñanzas del cristianismo, islamismo y el judaísmo que sostienen que la religión depende de la revelación de las sagradas escrituras o del testimonio de otras personas sin usar el intelecto racional sino lo que sería una «fe ciega».
Los deístas típicamente también tienden a rechazar los acontecimientos sobrenaturales (milagros, profecías, etc.) y las interpretaciones de los libros religiosos. Por ello, a menudo utilizan la analogía de las divinidades como reloj, o la idea de un Dios cósmico. Lo que para las religiones organizadas son revelaciones divinas y libros sagrados, la mayoría de deístas entiende como interpretaciones deducidas por otros seres humanos, más que como fuentes autorizadas, pero podrían aceptarlas como inspiración espiritual, recibidas en una búsqueda personal. Los deístas aseguran que el mayor don divino a la humanidad no es la religión, sino «la capacidad de razonar».
Los deístas, en general, rechazan la religión organizada y los dioses personales «revelados», argumentando que las divinidades no intervienen de forma alguna en los quehaceres del mundo. Para ellos, se revelan a sí mismos indirectamente a través de las leyes de la naturaleza descritas por las ciencias naturales.
Para afirmar el uso de la razón en la religión, el deísmo permite utilizar en mayor o menor medida el argumento científico, el argumento teológico y otros aspectos de la llamada «religión natural».
Las corrientes filosóficas deístas tienen una concepción cosmológica de un Dios o más, este creó el Universo que es una manifestación de sí mismo. El Universo sería el gran reloj cuyo funcionamiento se ajusta a unas leyes establecidas, donde determinados acontecimientos se desarrollan en función a su propia naturaleza, pero no pueden ser alterados por sus creadores.

## Posturas
Los deístas aceptan la existencia de Dios, pero se encuentran fuertemente insatisfechos o no concuerdan con todos los postulados de las religiones y cuestionan constantemente sus principales afirmaciones. 
Se considera que el deísta:
1. Asegura la existencia de un dios, pero no acepta los credos de ninguna religión particular.
2. Considera que un dios creó las leyes de la naturaleza, pero no acepta que esté representado total o parcialmente en libros o escritos sagrados.
3. Usa la razón para reflexionar acerca de cómo puede ser la naturaleza de ese dios, en lugar de aceptar que lo adoctrinen sobre él.
4. Prefiere guiar sus opciones éticas a través de su conciencia y reflexión racional, en lugar de adecuarlas a lo dictado en libros sagrados o autoridades religiosas.
5. Disfruta de la libertad de buscar la espiritualidad por sí mismo, y su vida espiritual no se ha formado por la tradición o la autoridad religiosa.
6. Prefiere considerarse racional antes que religioso o ateo.
7. Considera que hay creencias básicas que son muy racionales tras eliminar lo que pueda haber de superstición.